# Кононівка (Білоцерківський район)
Кононі́вка — село в Україні, у Сквирській міській громаді Білоцерківського району Київської області. Населення становить 85 осіб.

## Населення

### Мова
Розподіл населення за рідною мовою за даними перепису 2001 року:
| Мова       | Кількість | Відсоток |
| ---------- | --------- | -------- |
| українська | 83        | 97.65%   |
| російська  | 2         | 2.35%    |
| Усього     | 85        | 100%     |

| Україна | Це незавершена стаття з географії України. Ви можете допомогти проєкту, виправивши або дописавши її. |

1. ↑  Рідні мови в об'єднаних територіальних громадах України — Український центр суспільних даних